# Nikola Jerkan
Nikola Jerkan (Spalato, 8 dicembre 1964) è un ex calciatore croato, di ruolo difensore.